# UX 스튜디오
2021년에 개관한 UX 스튜디오는 현대자동차와 기아의 상품, 디자인, 설계 등 담당 연구원들이 차량 UX 개발 과정에 활용하던 사내 협업 플랫폼으로 비공개로 운영했었으며, 2025년에 현대자동차그룹을 대표하는 사용자 경험 공간 플랫폼으로 새롭게 개관했다.

## 국내

### UX 스튜디오 서울
현대자동차 강남대로 사옥에 위치한 UX 스튜디오 서울은 2025년 7월 3일에 오픈했다. 현장 방문을 통해 UX 기반의 미래 모빌리티 콘텐츠와 UX 연구 과정을 직접 체험할 수 있다. 전시체험과 리서치 참여를 위해 가이드가 설명하는 상설 프로그램도 운영하며, 홈페이지에서 사전 예약 후 참여할 수 있다.
- 1층 오픈 랩(Open Lab)

UX 연구의 전 과정을 살펴보고, SDV 기반의 미래 모빌리티 기술을 체험할 수 있는 공간이며, UX 테스트 존, SDV 존, UX 아카이브 존, UX 라운지로 구성되어 있다.
- 2층 어드밴스드 리서치 랩(Advanced Research Lab)

사전에 초청된 사용자를 대상으로 고도화된 시뮬레이터, 프로토타입, 테스트 벅 등을 활용한 UX 연구가 진행되는 공간이며, UX 캔버스, 피쳐 개발 룸, 시뮬레이션 룸 – ARC로 구성되어 있다

## 글로벌

### UX 스튜디오 프랑크푸르트
2023년 11월 30일에 오픈한 UX 스튜디오 프랑크푸르트는 유럽 지역의 Feature & UX 허브로서, 모빌리티 개발 초기 단계의 사용자 리서치와 개발 과정 중 방문객 검증 및 사용성 테스트까지 다양한 UX 활동을 하고 있다.

### UX 스튜디오 어바인
2025년 하반기 재개장을 앞두고 있다.

### UX 스튜디오 상하이
UX 스튜디오 상하이는 2026년 초에 확장 이전 예정이다.

## 같이 보기
현대자동차
기아
현대자동차그룹